# Römerswil
Römerswil est une commune suisse du canton de Lucerne, située dans l'arrondissement électoral de Hochdorf.

Vue aérienne (1953)

## Personnalités
- Martin Elmiger, coureur cycliste professionnel